# Konståret 1972

## Händelser

### Okänt datum
- Dimensiogruppen bildades i Finland.
- Queens Museum of Art invigs i New York.
- Hundertwasser Regentag, en dokumentär av den västtyske filmaren Peter Schamoni om den österrikiske bildkonstnären Friedensreich Hundertwasser har premiär.
- Textilmuseet i Borås öppnar.

## Priser och utmärkelser
- Prins Eugen-medaljen tilldelas Nils Tesch, arkitekt, Ann Margret Dahlquist-Ljungberg, tecknare, och C. Th. Sörensen, dansk arkitekt.

## Verk
- Clifton Pugh – En vombats död

## Födda
- 7 april - Caroline af Ugglas, svensk konstnär och sångerska.
- 2 augusti - Fredrik Fred Lindberg, svensk/brittisk konstnär.
- 24 oktober - Magnus "Mojo" Olsson, svensk serieskapare, illustratör och konstnär.
- 27 november - Matti Klenell, svensk möbeldesigner.
- okänt datum - Annika Larsson, svensk videokonstnär
- okänt datum - Eric Ericson, svensk konstnär och författare.
- okänt datum - Anna Berndtson, svensk performancekonstnär.
- okänt datum - Henrik Lange, svensk autodidakt serietecknare och illustratör.
- okänt datum - Paul Steen, svensk konstnär och journalist.
- okänt datum - Klara Eriksson, svensk metallformgivare.
- okänt datum - Daniel Franzén, svensk inredningsarkitekt och möbeldesigner.
- okänt datum - Mathias Strömberg, svensk grafisk formgivare och sångare.
- okänt datum - Elina Brotherus, finländsk konstnär.
- okänt datum - Marc Ecko, amerikansk entreprenör och grundare av klädmärket Eckō
- okänt datum - Luis Gispert, amerikansk skulptör och fotograf.
- okänt datum - Motohiko Odani, japansk fotograf och konstnär.

## Avlidna
- 9 januari – Helge Zandén (född 1886), svensk konstnär (Falugrafikerna).
- 2 februari – Alva Lundin (född 1889), svensk konstnär, text- och förtextdesigner vid Svensk Filmindustri.
- 14 juni – Olle Olsson Hagalund (född 1904), svensk konstnär.
- 15 december – Leon Welamson, (född 1884), svensk målare, tecknare.